# Доленє (Айдовщина)
Доленє (словен. Dolenje) — поселення на лівому березі річки Віпава в общині Айдовщина. Висота над рівнем моря: 97 метрів.